# Alfons VIII van Castilië
Alfons VIII, bijgenaamd de Edele (Spaans: Alfonso VIII, el de las Navas) (Soria, 11 november 1155 — Gutierre Muñoz, Ávila, 5 oktober 1214) was koning van Castilië van 1158 tot 1214. Hij was de zoon van Sancho III en Blanca van Navarra en de kleinzoon van Alfons VII.

## Biografie
Hij erfde de troon van Castilië in 1158 op slechts driejarige leeftijd, na het overlijden van zijn vader, koning Sancho III. Hij werd daarmee inzet in de strijd tussen de adellijke families Lara en Castro, die de macht betwistten en de voogdij over het kind en het regentschap verdeelden. Zijn oom, koning Ferdinand II van León, eiste ook de troon op, aldus bijna een burgeroorlog ontketenend.
De jonge koning werd gered door een edelman die hem het koninklijk paleis uitsmokkelde en hem onder de bescherming plaatste van loyale steden in het noorden van Castilië, San Esteban de Gormaz (in de huidige provincie Soria) en Ávila, waar hij kon opgroeien. Op vijftienjarige leeftijd stelde hij orde op zaken en heroverde zijn hoofdstad Toledo op de Lara's.
Om de edelen van Castilië weer op één lijn te krijgen, zette hij zich in voor de Reconquista, voegde La Rioja bij zijn koninkrijk en voerde een leger aan van christelijke koningen (uit koninkrijk Castilië, Navarra en Aragon), waarmee hij de Almohaden te lijf ging. In 1195 werd hij verslagen in de Slag bij Alarcos, maar op 16 juli 1212 behaalde hij de overwinning in de Slag bij Las Navas de Tolosa, de beslissende slag in de Reconquista van Spanje.
Alfonso VIII was stichter van de eerste Spaanse universiteit, de studium generale van Palencia, die na zijn dood echter werd opgeheven.

## Huwelijk en kinderen
In september 1170 trad hij in het huwelijk met Eleonora van Engeland, dochter van Hendrik II van Engeland en Eleonora van Aquitanië, zuster van Richard I Leeuwenhart. Ze kregen twaalf kinderen:
- Berenguela, koningin van Castilië (1180 - 1246), echtgenote van Alfons IX, koning van León
- Sancho, prins van Castilië (1181)
- Sancha, prinses van Castilië (1182 – 1184)
- Urraca, prinses van Castilië (1187 – 1220), echtgenote van Alfons II van Portugal
- Blanca van Castilië, prinses van Castilië (1188 – 1252), echtgenote van Lodewijk VIII van Frankrijk
- Ferdinand, prins van Castilië (1189 – 1211)
- Mafalda, prinses van Castilië (1191 – 1204)
- Hendrik, prins van Castilië (1192 - 119?)
- Constanza, prinses van Castilië (1196 - 119?)
- Eleonora, prinses van Castilië (1202 – 1244), echtgenote van Jacobus I van Aragón
- Hendrik I, koning van Castilië (1204 – 1217), zijn opvolger
- Constanza (? - 1243), abdis van het cisterciënzerklooster Las Huelgas in Burgos, gesticht door haar vader.

## Voorouders
| Voorouders van Alfons VIII van Castilië (1155-1214) | Voorouders van Alfons VIII van Castilië (1155-1214)                                | Voorouders van Alfons VIII van Castilië (1155-1214)                                | Voorouders van Alfons VIII van Castilië (1155-1214)                                 | Voorouders van Alfons VIII van Castilië (1155-1214)                                 | Voorouders van Alfons VIII van Castilië (1155-1214)                          | Voorouders van Alfons VIII van Castilië (1155-1214)                          | Voorouders van Alfons VIII van Castilië (1155-1214)                          | Voorouders van Alfons VIII van Castilië (1155-1214)                          |
| --------------------------------------------------- | ---------------------------------------------------------------------------------- | ---------------------------------------------------------------------------------- | ----------------------------------------------------------------------------------- | ----------------------------------------------------------------------------------- | ---------------------------------------------------------------------------- | ---------------------------------------------------------------------------- | ---------------------------------------------------------------------------- | ---------------------------------------------------------------------------- |
| Overgrootouders                                     | Raymond van Bourgondië (1059-1107) ∞ Urraca van Castilië en León (1079-1126)       | Raymond van Bourgondië (1059-1107) ∞ Urraca van Castilië en León (1079-1126)       | Raymond Berengarius III van Barcelona (1082-1131) ∞ Dulcia van Provence (1090-1127) | Raymond Berengarius III van Barcelona (1082-1131) ∞ Dulcia van Provence (1090-1127) | Ramiro Sánchez de Monzón (-) ∞ Christina de Vivar (-)                        | Ramiro Sánchez de Monzón (-) ∞ Christina de Vivar (-)                        | Gilbert de l'Aigle (-) ∞ Juliette du Perche (-)                              | Gilbert de l'Aigle (-) ∞ Juliette du Perche (-)                              |
| Grootouders                                         | Alfons VII van León en Castilië (1105-1157) ∞ Berengaria van Barcelona (1108-1149) | Alfons VII van León en Castilië (1105-1157) ∞ Berengaria van Barcelona (1108-1149) | Alfons VII van León en Castilië (1105-1157) ∞ Berengaria van Barcelona (1108-1149)  | Alfons VII van León en Castilië (1105-1157) ∞ Berengaria van Barcelona (1108-1149)  | García IV van Navarra (1112-1150) ∞ Margaretha de l'Aigle (1104-1141)        | García IV van Navarra (1112-1150) ∞ Margaretha de l'Aigle (1104-1141)        | García IV van Navarra (1112-1150) ∞ Margaretha de l'Aigle (1104-1141)        | García IV van Navarra (1112-1150) ∞ Margaretha de l'Aigle (1104-1141)        |
| Ouders                                              | Sancho III van Castilië (1134-1158) ∞ 1180 Blanca van Navarra (ca.1133-1156)       | Sancho III van Castilië (1134-1158) ∞ 1180 Blanca van Navarra (ca.1133-1156)       | Sancho III van Castilië (1134-1158) ∞ 1180 Blanca van Navarra (ca.1133-1156)        | Sancho III van Castilië (1134-1158) ∞ 1180 Blanca van Navarra (ca.1133-1156)        | Sancho III van Castilië (1134-1158) ∞ 1180 Blanca van Navarra (ca.1133-1156) | Sancho III van Castilië (1134-1158) ∞ 1180 Blanca van Navarra (ca.1133-1156) | Sancho III van Castilië (1134-1158) ∞ 1180 Blanca van Navarra (ca.1133-1156) | Sancho III van Castilië (1134-1158) ∞ 1180 Blanca van Navarra (ca.1133-1156) |